# Тумсаба (Мисисипи)
Тумсаба (енгл. Toomsuba) насељено је место без административног статуса у америчкој савезној држави Мисисипи.

## Демографија
По попису из 2010. године број становника је 773.
| Група             | 2000.    | 2010.       |
| Белци             | 0 (0,0%) | 467 (60,4%) |
| Афроамериканци    | 0 (0,0%) | 304 (39,3%) |
| Азијати           | 0 (0,0%) | 0 (0,0%)    |
| Хиспаноамериканци | 0 (0,0%) | 2 (0,3%)    |
| Укупно            | 0        | 773         |